# Euthycera cribrata
Euthycera cribrata is een vliegensoort uit de familie van de slakkendoders (Sciomyzidae). De wetenschappelijke naam van de soort is voor het eerst geldig gepubliceerd in 1868 door Camillo Róndani.